# Liste der Flugplätze auf den Salomonen
Die Liste der Flughäfen auf den Salomonen zeigt die Flughäfen und Flugplätze der Salomonen, geordnet nach Orten.

## Flughäfen
Namen in Fettschrift zeigen regelmäßigen Linienverkehr an.
| Ort                               | Provinz             | ICAO-Code | IATA-Code | Name des Flughafens                       | Koordinaten                   |
| --------------------------------- | ------------------- | --------- | --------- | ----------------------------------------- | ----------------------------- |
| Afutara, Malaita                  | Malaita             | AGAF      | AFT       | Flughafen Afutara                         | 9° 11′ 28″ S, 160° 56′ 57″ O  |
| Anuha Island, Nggela              | Central             |           | ANH       | Flughafen Anuha                           | 9,6457° S, 160,1562° O        |
| Arona, Ulawa                      | Makira und Ulawa    | AGAR      | RNA       | Flughafen Ulawa (Arona Airport)           | 9° 51′ 38″ S, 161° 58′ 47″ O  |
| Atoifi, Malaita                   | Malaita             | AGAT      | ATD       | Flughafen Uru Harbour (Atoifi Airport)    | 8° 52′ 24″ S, 161° 0′ 41″ O   |
| Auki, Malaita                     | Malaita             | AGGA      | AKS       | Flughafen Auki Gwaunaru                   | 8° 41′ 52″ S, 160° 40′ 51″ O  |
| Avu Avu                           | Guadalcanal         | AGGJ      | AVU       | Flughafen Avu Avu                         | 9° 51′ 0″ S, 160° 25′ 0″ O    |
| Ballalae, Shortland-Inseln        | Western             | AGGE      | BAS       | Flughafen Balalae                         | 6° 59′ 33″ S, 155° 53′ 18″ O  |
| Barora, New Georgia               | Western             |           | RRI       | Flughafen Barora                          | 7° 36′ 0″ S, 158° 24′ 0″ O    |
| Batuna, Vangunu                   | Western             | AGBT      | BPF       | Flughafen Batuna                          | 8,5617° S, 158,1192° O        |
| Anua, Bellona                     | Rennell und Bellona | AGGB      | BNY       | Flughafen Anua                            | 11° 18′ 6″ S, 159° 47′ 53″ O  |
| Choiseul Bay, Taro Island         | Choiseul            | AGGC      | CHY       | Flughafen Choiseul Bay                    | 11° 18′ 6″ S, 159° 47′ 53″ O  |
| Maringe, Fera (near Santa Isabel) | Isabel              | AGGF      | FRE       | Flughafen Fera (Fera/Maringe Airport)     | 8° 6′ 26″ S, 159° 34′ 39″ O   |
| Gatokae (Nggatokae), New Georgia  | Western             | AGOK      | GTA       | Flughafen Gatokae (Gatokae Airport)       | 8° 44′ 21″ S, 158° 12′ 11″ O  |
| Geva, Vella Lavella               | Western             | AGEV      | GEF       | Flughafen Geva                            | 7,5758° S, 156,597° O         |
| Gizo, Ghizo                       | Western             | AGGN      | GZO       | Flughafen Nusatupe (Gizo Airport)         | 8° 6′ 0″ S, 156° 51′ 54″ O    |
| Honiara, Guadalcanal Island       | Guadalcanal         | AGGH      | HIR       | Honiara International Airport             | 9° 25′ 41″ S, 160° 3′ 17″ O   |
| Kaghau                            | Choiseul            | AGKG      | KGE       | Flughafen Kaghau                          | 7° 19′ 58″ S, 157° 35′ 13″ O  |
| Kirakira, Makira                  | Makira und Ulawa    | AGGK      | IRA       | Flugplatz Kirakira (Ngorangora Airstrip)  | 10° 26′ 58″ S, 161° 53′ 54″ O |
| Kukudu (Kukundu), Kolombangara    | Western             | AGKU      | KUE       | Flughafen Kukudu                          | 8° 1′ 34″ S, 156° 56′ 52″ O   |
| Kwai Harbour                      | Malaita             |           | KWR       | Flughafen Kwai Harbour                    | 8° 34′ 0″ S, 160° 43′ 59″ O   |
| Marau, Guadalcanal Island         | Guadalcanal         | AGGU      | RUS       | Flughafen Marau                           | 9° 51′ 42″ S, 160° 49′ 30″ O  |
| Lomlom, Reef Islands              | Temotu              | AGLM      | LLM       | Flughafen Lomlom                          | 10° 17′ 48″ S, 166° 19′ 39″ O |
| Parasi, Marau Sound Island        | Guadalcanal         | AGGP      | PRS       | Flughafen Parasi                          | 9° 51′ 42″ S, 160° 49′ 30″ O  |
| Mbambanakira, Guadalcanal Island  | Guadalcanal         | AGGI      | MBU       | Flughafen Mbambanakira                    | 9° 51′ 42″ S, 160° 49′ 30″ O  |
| Mono, Treasury Islands            | Western             | AGGO      | MNY       | Flughafen Mono                            | 7° 24′ 58″ S, 155° 33′ 55″ O  |
| Munda, New Georgia Island         | Western             | AGGM      | MUA       | Flughafen Munda                           | 8° 19′ 40″ S, 157° 15′ 47″ O  |
| Onepusu                           | Malaita             |           | ONE       | Flughafen Onepusu                         | 9° 10′ 0″ S, 161° 4′ 0″ O     |
| Ontong Java                       | Malaita             | AGGQ      |           | Flughafen Ontong Java                     | 5° 30′ 55″ S, 159° 31′ 45″ O  |
| Ramata                            | Western             | AGRM      | RBV       | Flughafen Ramata (Ramata Island Airstrip) | 8° 10′ 5″ S, 157° 38′ 33″ O   |
| Tinoa, Rennell                    | Rennell und Bellona | AGGR      | RNL       | Flughafen Tingoa                          | 11° 33′ 0″ S, 160° 3′ 46″ O   |
| Ringgi Cove, Kolombangara         | Western             | AGRC      | RIN       | Flughafen Ringgi Cove (Vila-Flugfeld)     | 8° 7′ 35″ S, 157° 8′ 34″ O    |
| Owaraha (früher Santa Ana Island) | Makira und Ulawa    | AGGT      | NNB       | Flughafen Santa Ana                       | 10° 50′ 53″ S, 162° 27′ 15″ O |
| Santa-Cruz-Inseln, Nendo          | Temotu              | AGGL      | SCZ       | Flughafen Luova                           | 10° 43′ 11″ S, 165° 47′ 52″ O |
| Savo Island                       | Central             |           | SVY       | Flughafen Savo                            | 9° 10′ 0″ S, 159° 49′ 58″ O   |
| Seghe, New Georgia                | Western             | AGGS      | EGM       | Flugplatz Seghe                           | 8° 34′ 42″ S, 157° 52′ 31″ O  |
| Suavanao, Santa Isabel            | Santa Isabel        | AGGV      | VAO       | Flughafen Suavanao                        | 7° 35′ 7″ S, 158° 43′ 52″ O   |
| Tarapaina                         | Malaita             |           | TAA       | Flughafen Tarapaina                       | 9° 25′ 59″ S, 161° 22′ 59″ O  |
| Tulagi Island                     | Central             |           | TLG       | Flughafen Tulagi                          | 9° 5′ 59″ S, 160° 9′ 0″ O     |
| Viru, New Georgia                 | Western             |           | VIU       | Flughafen Viru (Viru Harbour Airstrip)    | 8° 28′ 0″ S, 157° 46′ 0″ O    |
| Yandina, Mbanika, Russell         | Central             | AGGY      | XYA       | Flughafen Yandina                         | 9° 5′ 34″ S, 159° 13′ 8″ O    |